# Joe Marston Medal
Mit der Joe Marston Medal wird seit 1990 alljährlich der herausragende Spieler des australischen Fußball-Meisterschaftsfinals (Grand Final) geehrt. Bis 2004 wurde die Auszeichnung im Rahmen der National Soccer League verliehen, nach deren Einstellung im Jahr 2004 übernahm die Nachfolgeliga A-League den Preis.
Namensgeber der Auszeichnung ist Joe Marston, australischer Nationalspieler während der 1950er und FA-Cup-Finalist 1954 mit Preston North End. Alex Tobin (1992, 1994) und Simon Colosimo (2003, 2010) sind die einzigen Spieler, die die Auszeichnung mehr als einmal erhielten. Scott Chipperfield (2000) und Thomas Broich (2014) sind die beiden einzigen Spieler, die im selben Jahr auch mit der Johnny Warren Medal, als Australiens Spieler des Jahres, ausgezeichnet worden sind. In sieben Finals ging die Auszeichnung an einen Spieler der unterlegenen Mannschaft (1991, 1993, 2004, 2011, 2012, 2014, 2017). 2014 wurden erstmals zwei Spieler ausgezeichnet.

## Preisträger

### National Soccer League
| Jahr | Spieler            | Verein            | Finalgegner       |
| ---- | ------------------ | ----------------- | ----------------- |
| 1990 | Abbas Saad         | Sydney Olympic    | Marconi Stallions |
| 1991 | Josip Biskic       | Melbourne Knights | South Melbourne   |
| 1992 | Alex Tobin         | Adelaide City     | Melbourne Knights |
| 1993 | Milan Ivanović     | Adelaide City     | Marconi Stallions |
| 1994 | Alex Tobin         | Adelaide City     | Melbourne Knights |
| 1995 | Steve Horvat       | Melbourne Knights | Adelaide City     |
| 1996 | Andrew Marth       | Melbourne Knights | Marconi Stallions |
| 1997 | Alan Hunter        | Brisbane Strikers | Sydney United     |
| 1998 | Fausto De Amicis   | South Melbourne   | Carlton SC        |
| 1999 | Goran Lozanovski   | South Melbourne   | Sydney United     |
| 2000 | Scott Chipperfield | Wollongong Wolves | Perth Glory       |
| 2001 | Matt Horsley       | Wollongong Wolves | South Melbourne   |
| 2002 | Ante Milicic       | Sydney Olympic    | Perth Glory       |
| 2003 | Simon Colosimo     | Perth Glory       | Sydney Olympic    |
| 2004 | Ahmad Elrich       | Parramatta Power  | Perth Glory       |

### A-League
| Jahr | Spieler             | Verein                   | Finalgegner              |
| ---- | ------------------- | ------------------------ | ------------------------ |
| 2006 | Dwight Yorke        | Sydney FC                | Central Coast Mariners   |
| 2007 | Archie Thompson     | Melbourne Victory        | Adelaide United          |
| 2008 | Andrew Durante      | Newcastle Jets           | Central Coast Mariners   |
| 2009 | Tom Pondeljak       | Melbourne Victory        | Adelaide United          |
| 2010 | Simon Colosimo      | Sydney FC                | Melbourne Victory        |
| 2011 | Mathew Ryan         | Central Coast Mariners   | Brisbane Roar            |
| 2012 | Jacob Burns         | Perth Glory              | Brisbane Roar            |
| 2013 | Daniel McBreen      | Central Coast Mariners   | Western Sydney Wanderers |
| 2014 | Thomas Broich       | Brisbane Roar            | Western Sydney Wanderers |
| 2014 | Iacopo La Rocca     | Western Sydney Wanderers | Brisbane Roar            |
| 2015 | Mark Milligan       | Melbourne Victory        | Sydney FC                |
| 2016 | Isaías              | Adelaide United          | Western Sydney Wanderers |
| 2017 | Daniel Georgievski  | Melbourne Victory        | Sydney FC                |
| 2018 | Lawrence Thomas     | Melbourne Victory        | Newcastle United Jets    |
| 2019 | Miloš Ninković      | Sydney FC                | Perth Glory              |
| 2020 | Rhyan Grant         | Sydney FC                | Melbourne City FC        |
| 2021 | Nathaniel Atkinson  | Melbourne City FC        | Sydney FC                |
| 2022 | Aleksandar Prijović | Western United           | Melbourne City FC        |
| 2023 | Jason Cummings      | Central Coast Mariners   | Melbourne City FC        |